# Cadwallader Colden
Cadwallader Colden est un botaniste et un homme politique britannique, né le 7 février 1688 à Dunse et mort le 28 septembre 1776 à New York.

## Biographie
Fils d’un ministre écossais, Alexander Colden, il fait ses études à l’université d’Édimbourg et étudie la médecine à Londres mais n’obtient pas de diplôme.
Il pratique le commerce et la médecine à Philadelphie de 1710 à 1718 et tente, sans succès, de créer une école de médecine. Il se rend en 1720 à la colonie de New York où il devient géomètre. Il devient membre du conseil du gouverneur en 1721, fonction qu’il conserve jusqu’en 1776.
Il fait paraître en 1727, The History of the Five Indian Nations Depending on the Province of New York qui connaît un grand succès. Il étudie particulièrement les plantes de la région et fait parvenir de nombreux spécimens à Carl von Linné. En 1743 il entame une correspondance avec Benjamin Franklin, qu'il encourage à fonder la Société américaine de philosophie, dont il devient membre. Peu à peu il abandonne la botanique et donne sa collection à sa fille Jane.
Il se consacre alors à la physique, œuvrant à la réhabilitation des concepts de Leibniz, notamment la notion de matière active en elle-même, qu'il contribue à répandre à Philadelphie. En 1745, il publie un traité, Explication of the First Causes of Action in Matter, and the Cause of Gravitation, critiquant les théories de Newton sur plusieurs points (le vide, l'espace incréé, sa mystérieuse action à distance, etc.), ouvrage rapidement traduit en Allemagne et en France. En 1751, il complète ce travail avec ses Principles of Action in Matter, et en 1761 An Inquiry into the Principles of Vital Motion. Cependant ses idées sur la gravitation ne rencontre pas l'approbation, il lui est reproché de les appliquer aux formes de vie microscopiques sans avoir pratiquer des expériences ni assez d'observations.